# Marc Van Montagu
Marc baron Van Montagu (Gent, 10 november 1933) is een Belgisch moleculair bioloog. 
Hij stichtte in 1982 het Plant Genetic Systems Inc. (Belgium), samen met Jozef Schell. Met Schell ontdekte hij het mechanisme voor genoverdracht tussen Agrobacterium tumefaciens en planten, hetgeen resulteerde in de ontwikkeling van methodes om de bacteriesoort zodanig te veranderen dat dit proces efficiënt werd voor genetische technologie. Voor zijn rol in de ontwikkeling van de groene biotechnologie kreeg Van Montagu in 2013 de Wereldvoedselprijs.
Marc Van Montagu was ook betrokken bij de stichting van CropDesign, een firma die zich bezighoudt met biotechnologie. Hij maakte deel uit van de raad van bestuur van 1998 tot 2004. Hij is voorzitter van de Europese Federatie voor Biotechnologie (EFB).
Hij ontving, samen met Jozef Schell de Japanprijs in 1998 en zesmaal een eredoctoraat. Hij kreeg in 1990 de titel van baron van koning Boudewijn.
Hij kreeg veel tegenkanting van Greenpeace en andere milieuorganisaties voor de gen-manipulaties op planten. Zij zagen dit als een bedreiging voor de mensheid. Volgens Van Montagu is dit volledig onterecht. Omdat ggo's verboden waren in Europa moest Van Montagu uitwijken naar landen buiten Europa voor zijn proefnemingen.
Hij is corresponderend lid van de Koninklijke Vlaamse Academie van België voor Wetenschappen en Kunsten sinds 1987 en gewoon lid sinds 1990. In 1989 werd hij opgenomen als lid in de Academia Europaea. In 1990 ontving hij de Dr. A. De Leeuw-Damry-Bourlart Excellentieprijs van het FWO.